# Sean Teale
Sean James Teale (Londra, 18 giugno 1992) è un attore inglese, meglio noto per aver interpretato il ruolo di Nick Levan nella quinta e sesta stagione del teen drama britannico Skins e il ruolo di Luigi di Condé nella seconda stagione della serie statunitense Reign. Dal 2017 veste i panni del mutante Eclipse nella serie sci-fi The Gifted.

## Biografia
Sean Teale è di origini venezuelane, Portoghesi.
 Il padre Noel è un consulente informatico e la madre Fini lavora in un'agenzia pubblicitaria.
Teale studiò alla Latymer Upper School di Londra dove si distinse nello sport e nel teatro. Toby Regbo era nel suo stesso corso di recitazione. Durante una rappresentazione scolastica fu notato da un agente di talenti, che lo incoraggiò a esercitare le sue doti attoriali e a mettere da parte il rugby per non rischiare di sviluppare una corporatura inadeguata. Dopo il diploma nel 2010, Teale rifiutò un posto alla facoltà di Economia dell'Università di Manchester per dedicarsi completamente alla recitazione.

## Carriera
Nel mese di gennaio 2010, Teale ottenne il suo primo ruolo come attore interpretando il personaggio di Derek nel cortometraggio Sergeant Slaughter, My Big Brother, con Tom Hardy nel ruolo protagonista. Il film conquistò il premio per la miglior regia al Chicago Short Film Festival 2010. Subito dopo, all'età di 17 anni, si unì al cast principale della quinta e sesta stagione della popolare serie britannica Skins, al fianco di Freya Mavor e Sebastian de Souza.
A livello televisivo, dopo il successo di Skins, recitò regolarmente nella seconda stagione della serie britannica Mr Selfridge, nella serie Reign, e nella prima e unica stagione della serie statunitense Incorporated, dove interpretò il personaggio protagonista. La serie fu interamente girata in Canada e vedeva fra i produttori esecutivi Ben Affleck e Matt Damon. Dal 2017 recita nel cast principale della serie statunitense della Marvel The Gifted, ispirata ai personaggi degli X-men. Il suo personaggio, Marcos detto Eclipse, è un mutante colombiano con il potere di manipolare e assorbire protoni.
Come comparsa televisiva, Teale prese parte al docudrama di History Channel La Bibbia e alla miniserie La tenda rossa.
Il suo esordio cinematografico è del 2013 con We Are the Freaks, un film commedia adolescenziale presentato all'Edinburgh International Film Festival. Nel 2015 si è unito al cast del film d'azione Survivor. Nello stesso anno fu protagonista del cortometraggio Graduation Afternoon, basato sull'omonimo racconto di Stephen King.
Nel 2017 è protagonista del thriller B&B, premiato come miglior film LGBT al London Independent Film Festival.

## Vita privata
Teale ha avuto una relazione sentimentale con l'attrice Adelaide Kane, conosciuta sul set di Reign. Nel 2017 ha frequentato l'attrice britannica Phoebe Dynevor.

## Filmografia

### Cinema
- We Are the Freaks, regia di Justin Edgar (2013)
- Survivor, regia di James McTeigue (2015)
- B&B, regia di Joe Ahearne (2017)
- Rosaline, regia di Karen Maine (2022)
- La madre della sposa (Mother of the Bride), regia di Mark Waters (2024)

### Televisione
- Summer in Transylvania – serie TV, episodio 1x04 (2010)
- Skins – serie TV, 18 episodi (2011–2012)
- Abominable Snowman – film televisivo, regia di Marko Mäkilaakso (2013)
- La Bibbia (The Bible) – docudrama, 1 episodio (2013)
- La tenda rossa (The Red Tent) - miniserie TV, 2 episodi (2014)
- Mr Selfridge – serie TV, 10 episodi (2014–2015)
- Reign – serie TV, 22 episodi (2014–2015)
- Incorporated – serie TV, 10 episodi (2016)
- Voltron: Legendary Defender – serie animata, 4 episodi (2017–2018)
- The Gifted – serie TV, 11 episodi (2017–in corso)
- Little Voice – serie TV, 9 episodi (2020)
- Who is Erin Carter? – miniserie TV, 7 episodi (2023)
- Doctor Odyssey - serie TV, 8 episodi (2024-in corso)

### Cortometraggi
- Sergeant Slaughter, My Big Brother, regia di Greg Williams (2010)
- Graduation Afternoon, regia di Calum Chalmers (2015)

## Doppiatori italiani
Nelle versioni in italiano dei suoi film, Teale è stato doppiato da:
- Marco Vivio in Reign, The Gifted, Rosaline, Who is Erin Carter?
- Andrea Oldani in Skins,La madre della sposa
- David Chevalier in La Bibbia
- Alessandro Campaiola in Doctor Odyssey